# St. Ulrich (Schönbach)

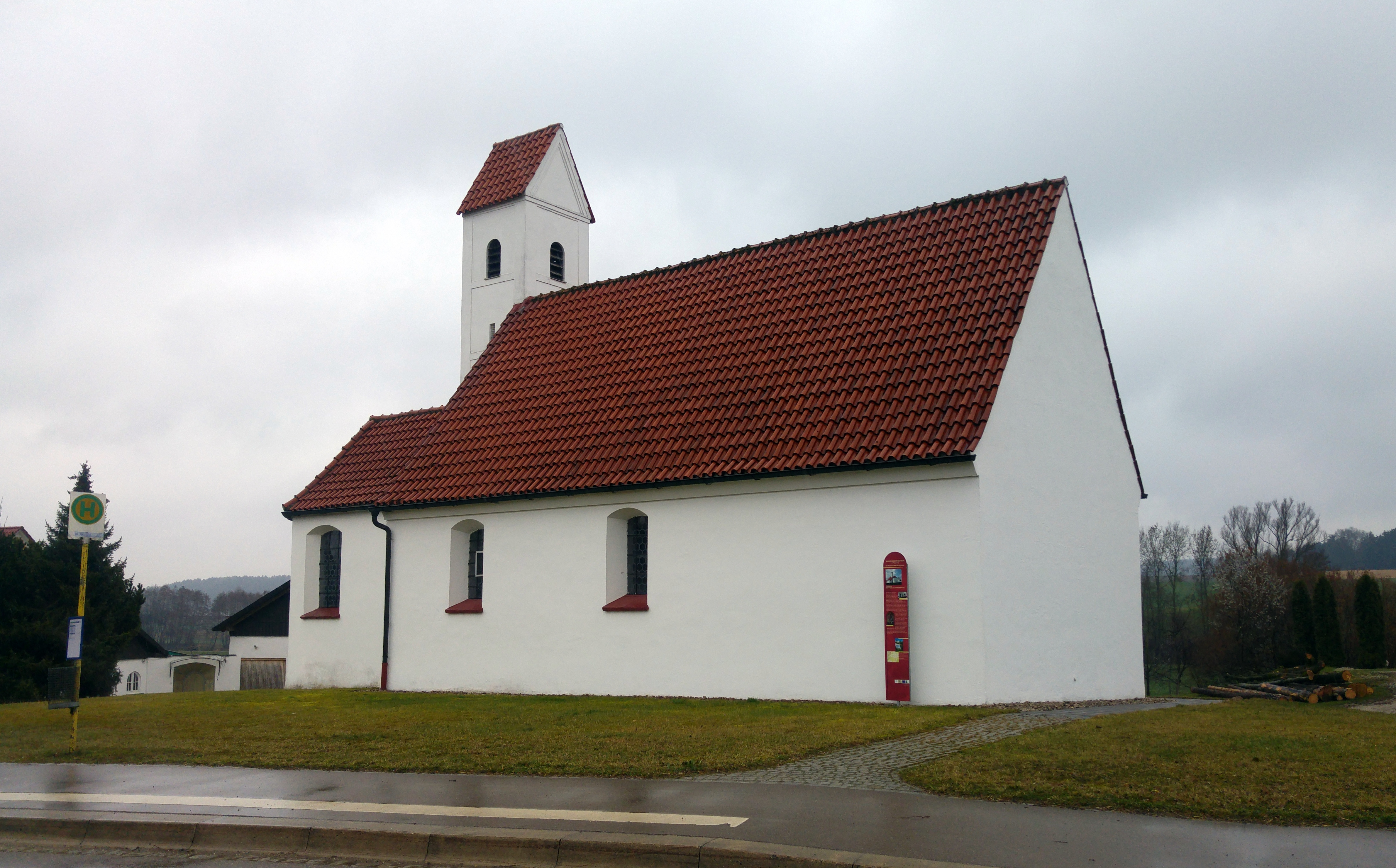
St. Ulrich in Schönbach

Die katholische Filialkirche St. Ulrich ist ein Baudenkmal in Schönbach im Landkreis Aichach-Friedberg.
St. Ulrich ist ein schlichter spätgotischer Saalbau, im Kern noch aus dem 15. Jahrhundert, mit eingezogenem Chor und südöstlichem Satteldachturm. Die Kirche gehörte ursprünglich zu einem Besitztum, welches vor 1024 von Kaiser Heinrich II. dem Kloster St. Ulrich und Afra verliehen wurde. 1472 war das Gotteshaus Gegenstand eines Rechtsstreits zwischen dem Kloster Fürstenfeld und der Pfarrei Hollenbach. Vermutlich gab es schon damals eine Wallfahrt zu der Kirche. 1580 wird der hl. Markus als Kirchenpatron genannt. Zu der Zeit pilgerten am Markustag die Gemeinden Hollenbach, Inchenhofen, Bernbach, Alsmoos, Oberschneitbach und Igenhausen nach Schönbach um für gutes Wetter und gute Ernte zu beten. Die Kirche wurde im 17. und 18. Jahrhundert barockisiert. Der Hochaltar ist aus dem Jahr 1778 und wurde von Johann Anton Wiest aus Schrobenhausen gefertigt. Das ursprüngliche Altarblatt, vermutlich von einem lokalen Künstler, zeigte den hl. Markus und in einem Detail drei Prozessionen zur Kirche. Später wurde es durch eine nazarenische Darstellung des hl. Ulrich ersetzt, dessen ursprüngliches Patrozinium vermutlich wieder zur Geltung kam. Die Kirche und der Turm wurden 1969 renoviert.